# Јелена Милић
Јелена Милић (Београд, 15. јануар 1965) српска је политичка аналитичарка, активисткиња и дипломата. Оснивачица је Центра за евроатлантске студије (ЦЕАС). Од марта 2022. до марта 2025. била је амбасадор Републике Србије у Хрватској.
ЦЕАС се у свом раду, од оснивања 2007. године до затварања 2021. године, бавио праћењем и анализом трендова у либералним западним демократијама, и заговарао пуноправно и активно чланство Републике Србије у ЕУ и НАТО.
Она је експерт у областима реформе система безбедности; евроатлантске односе, односе Србије са ЕУ и НАТО; руски утицај на Западном Балкану; питање статуса Косова и везе између ненасилних промена режима, транзиционе правде и реформи система безбедности. Захваљујући њеној стручности Милић је чест говорник на међународним конференцијама као и саговорник локалних, регионалних и западних медија.

## Биографија

### Образовање
Дипломирала је и мастерирала на универзитету УНИОН - Никола Тесла, смер инжењерски менаџмент.
Алумниста је Међународне академије за лидерство немачког либералног Фридрих Науман Штифтунга (ИАФ). Стажирала је на истраживачком центру ЦЕРИ (CERI) париског Универзитета Science Po.

### Каријера
У периоду од априла 1997. године до фебруара 1999. године радила је на пројекту повратка избеглих Срба у Хрватску „Хоћу кући” Хелсиншког одбора за људска права у Србији. Током њеног ангажмана на пројекту у Книн и околна села је организовано враћена прва већа група избеглица и покренути су први судски спорови пред хрватским судовима за повраћај имовине.
Касних деведесетих година активно је подржавала рад ненасилног покрета ОТПОР, који је допринео паду с власти Слободана Милошевића. Била је регионални продуцент филма о ОТПОР-у ”Обарање диктатора”, који је део серијала A Force More Powerful, ПБС пројекта подржаног од америчког Института за мир и институције Алберт Ајнштајн.
Почетком 2001. године примљена је на предлог српског дипломате Живорада Ковачевића у Форум за међународне односе Европског покрета у Србији. У том периоду са Живорадом Ковачевићем и новинаром Душаном Симићем покренула је и уређивала месечник за међународне односе Форума.
У периоду од маја 2001. до јула 2003. радила је као истраживач у београдској канцеларији Међународне кризне групе (МКГ). У том периоду МКГ објављивала је извештаје о значају сарадње са Међународним кривичним судом за бившу Југославију.
У периоду од новембра 2004. до краја 2007. године била је старији асистент Горана Свилановића, бившег министра спољних послова Савезне Републике Југославије, док је обављао функцију председника Првог радног стола (демократизација и људска права) Пакта за стабилност југоисточне Европе.
Крајем 2007. године основала је независну организацију Центар за евроатлантске студије (ЦЕАС) која се бавила анализом српске спољне и безбедносне политике, праћењe дешавања у земљама чланицама транс-атлантског света, НАТО-а и Европске уније на чијем је челу била до 2021. године.
Током 2015. и 2016. Јелена Милић и ЦЕАС доживљавали су претње и етикетирање због свог рада, због чега је Јелена Милић 2016. године добила полицијско обезбеђење. Јелена Милић је отказала обезбеђење чим су изашле на видело чињенице да полиција није одговорила на позиве грађана чије су куће рушене у инциденту Савамала јер "није хтела да буде привилегована грађанка, да има услуге полиције док сви други грађани нису у истој могућности."
Јелена Милић још увек води вишегодишње судске процесе против провладиних српских таблоида због чланака и прилога у којима се између осталог описује као "лице НАТО зла", ”НАТО дивљакуша” и слично, те телевизије Хепи ТВ због наступа контроверзног плаћеника Југослава Петрушића, коме се судило за убиство два Албанца, због изјаве да се Јелена Милић "удружила са њујоршким Албанцима да убије Доналда Трампа”. ЦЕАС је документовао само један део кампање оцрњивања и указао на неке од кључних актера у свом извештају ”Vilify and Amplify - From Serbian and Russian trolls factories to pro Serbian and Russian governments mainstream media”.
Војислав Шешељ и Српска радикална странка објавили су 2018. године књигу Јелена Милић НАТО пицајзла.
Финска новинарка Џесика Аро објавила је 2019. године књигу "Путинови тролови: На првим линијама информационог рата Русије против света" о активистима и другим личностима које су биле изложене организованим кампањама застрашивања и оцрњивања. У књизи се описује и искуство Јелене Милић.
Њени чланци објављени су у магазинима као што су The National Interest и The Diplomat те на порталима аналитичких института попут Тhe Center for European Policy Analysis.
Магазин „Политико” (енгл. The Politico) је 2017. године изабрао Јелену међу 28 личности које ће обликовати и протрести Европу у 2017. години.
Указом председника републике Александра Вучића, у марту 2022. постављена је за амбасадора Републике Србије у Републици Хрватској.

## Приватан живот
Јелена је 90-тих била у кратком браку са Ненадом Милићем, бившим функционером Либерално-демократске партије, са којим има двоје деце; Саву и Ану.

## Радови
Као директор ЦЕАС-а била је главни аутор извештаја:
- „Не ломите принципе-извештај о односима Београда и Приштине и путу ка одрживој формализацији односа” (2019)[20]
- „РАШОМОН-анализа билатералних односа Србије и Кине и њихов утицај на наставак демократизације, ЕУ интеграција и сарадње Србије са НАТО и земљама чланицама” (2019)[21]
- „Косово пре свега-Анализа нацрта Стратегије одбране Републике Србије” (2018)[22]
- „Широм затворених очију: Јачање руске меке моћи у Србији - циљеви, инструменти и ефекти“ (2016)[23]